# 村上清信
村上 清信（むらかみ きよのぶ、男性、1907年10月8日 -、1951年12月24日 ）は、日本の元アマチュアボクシング選手。ロサンゼルスオリンピックフライ級日本代表。明治薬学専門学校卒業。
1930年と1931年、全日本アマチュア拳闘協会主催の全日本アマチュア拳闘選手権大会フライ級に2年連続で優勝を収めた。1930年は明治薬学専門学校、1931年は浜野商事所属選手として出場した。
1932年、ロサンゼルスオリンピックにフライ級の日本代表として出場し、1回戦でポイント負けとなった。

## 獲得タイトル
- 第5回全日本アマチュア拳闘選手権大会フライ級優勝（協会認定）
- 第6回全日本アマチュア拳闘選手権大会フライ級優勝（協会認定）